# ناحیه کومی
ناحیه کومی (به لاتین: Kumi District) یک منطقهٔ مسکونی در اوگاندا است که در استان شرقی، اوگاندا واقع شده‌است. ناحیه کومی ۲۵۵٬۵۰۰ نفر جمعیت دارد.